# Ferrocarril de Chiriquí
El Ferrocarril Nacional de Chiriquí fue un antiguo ferrocarril que sirvió a la provincia de Chiriquí, Panamá durante gran parte del siglo xx. Tenía cuatro ramales que partían desde la estación principal ubicada en la ciudad de David, capital de la provincia: hacia La Concepción (luego extendida hasta Puerto Armuelles), hacia Boquete, hacia Pedregal, y hacia Potrerillos. La suma de todas las líneas era de 81 kilómetros.
El proyecto de un ferrocarril por la provincia fue gestado por el presidente Pablo Arosemena en 1911 para conectar la Ciudad de Panamá con David, con un ramal hacia la provincia de Los Santos, pero no se concretó por el excesivo presupuesto. Posteriormente, durante la presidencia de Belisario Porras a través de la ley 20 del 19 de febrero de 1913 se inician los estudios de factibilidad de un ferrocarril provincial bajo el contrato de la empresa estadounidense R.W. Heabard. 
Las obras comenzaron el 23 de abril de 1914 y fue inaugurado por el presidente Porras el 22 de abril de 1916, con un presupuesto de 21 millones de dólares. En 1928, bajo la presidencia de Rodolfo Chiari, se extiende la ramal de La Concepción hasta el pueblo de Puerto Armuelles y se construye una estación. Posteriormente, la empresa Chiriqui Land Company, filial de la United Fruit Company, consiguió que el gobierno construyera más ramales que pudieran transportar sus cosechas de banano.
El ferrocarril de Chiriquí llegó a ser el único medio de transporte de la provincia previa a la construcción de la carretera Panamericana, y comenzó a decaer tras la construcción de la carretera que conecta Puerto Armuelles con la carretera Panamericana en la zona de Paso Canoas durante la década de 1970. Actualmente toda la línea ferroviaria en la provincia se encuentra en ruinas y abandonada.